# Fahy-lès-Autrey
Fahy-lès-Autrey är en kommun i departementet Haute-Saône i regionen Bourgogne-Franche-Comté i östra Frankrike. Kommunen ligger i kantonen Autrey-lès-Gray som tillhör arrondissementet Vesoul. År 2022 hade Fahy-lès-Autrey 99 invånare.

## Befolkningsutveckling
Antalet invånare i kommunen Fahy-lès-Autrey
| Referens: INSEE |